# Dubbelporten

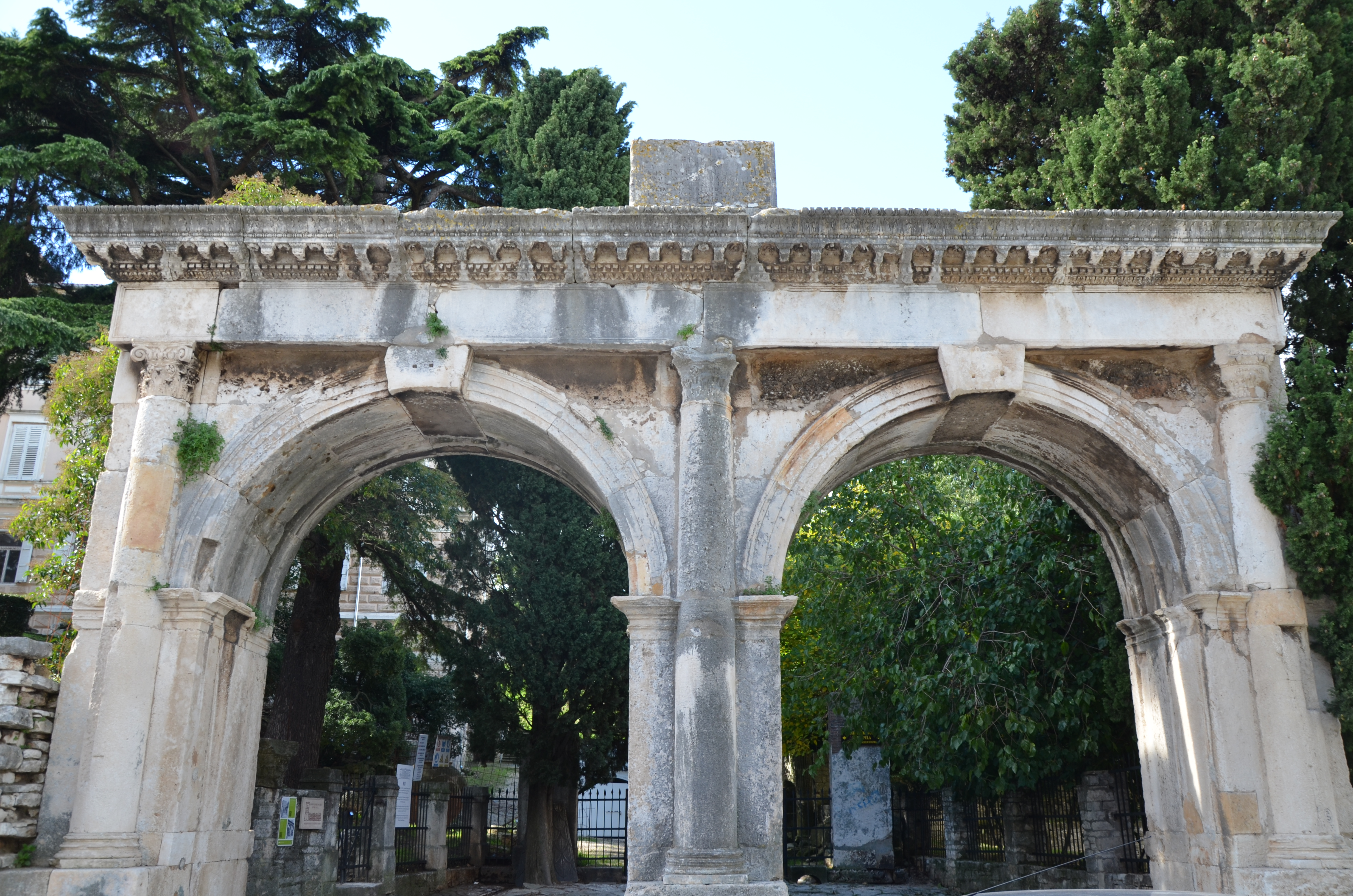
Dubbelporten 2013.

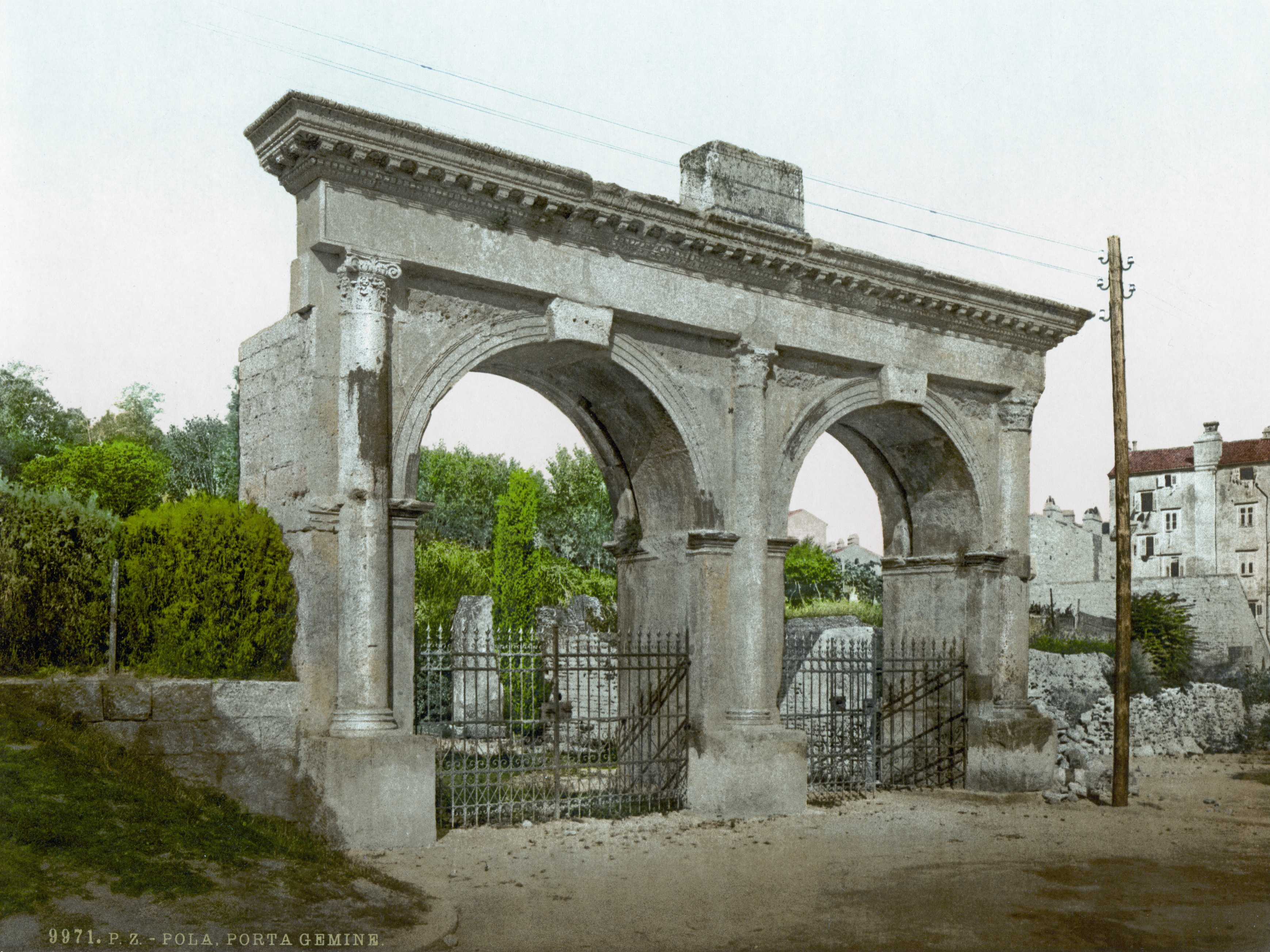
Dubbelporten 1890-1905.

Dubbelporten (kroatiska: Dvojna vrata), på italienska kallad Tvillingporten (Porta Gemini), är en antik romersk port i Pula i Kroatien. Den uppfördes troligtvis i slutet av 100-talet och tjänade ett dekorativt syfte som portal och ingång till den dåvarande antika teatern. Dubbelporten ligger öster om borgen i centrala Pula och är en av stadens sevärdheter.

## Historik och beskrivning
Dubbelporten består av två valvbågar och har tre pilastrar med dekorerade kapitäl. En ornamental taklist väver samman konstruktionen i en harmonisk helhet. Ovanför valvbågarna finns små öppningar som användes för att släppa ner ett galler då porten var stängd.
I portens omedelbara närhet fanns det en nekropol under antiken. Under den romerska civilisationen nedgång kom delar av de sarkofager och gravstenar som fanns i nekropolen att användas som byggnadsmaterial vid uppförandet av bostäder. I portens närhet låg även ett oktogonalt romerskt mausoleum.
Dubbelporten utgjorde en av tolvtalet portar i det antika Pula. Under den oroliga medeltiden, helt säkert innan 1200-talet, begravdes Dubbelporten i jord för att utgöra ett bättre förvar. Under 1800-talet avlägsnades jorden och porten framträdde då åter i sin helhet. I den efterföljande saneringen hittades en vit marmortavla som nämner den romerska medborgaren Lucius Menacius Priscus som för 40 000 sestertier lät finansiera det antika Pulas vattenförsörjningssystem. 1857 lät historikern och arkeologen Pietro Kandler placera denna marmortavla på Dubbelportens centrala övre del.